# Godefroy von Briel
Godefroy von Briel (auch: Godefroid de Briel, Gottfried, englisch Geoffrey of Briel / Geoffrey of Bruyères; griechisch Γοδεφρείδος ντε Μπρυγέρ; Γ. ντε Μπριέλ: Godefridos; * 1222/1223; † Ende 1275) war ein französischer Ritter und der dritte Herr der Baronie von Karytaina im Fürstentum Achaia, im Fränkischen Griechenland. Er führte ein schillerndes und turbulentes Leben, von dem in der Chronik von Morea ausführlich berichtet wird. er wird als einer der besten Ritter im Fürstentum beschrieben, der in den Kriegen gegen die Byzantiner gekämpft hatte, in der Schlacht von Pelagonia 1259 in Gefangenschaft geriet und mit den byzantinischen Forderungen 1261 wieder nach Achaea gesandt wurde. Godefroy verlor seine Baronie zweimal, einmal als er sich gegen seinen Onkel, den Fürsten von Achaea Wilhelm II. von Villehardouin, auflehnte und das zweite Mal, weil er sein Fürstentum ohne Erlaubnis verlassen hatte, um mit einer Geliebten, der Frau eines seiner Feudalherren Urlaub in Italien zu machen. Beide Male wurde er begnadigt, erhielt seinen Titel jedoch nur noch als Lehen des Fürsten. Er starb 1275 kinderlos und die Baronie wurde aufgeteilt.

## Herkunft
Godefroy war der Sohn von Hugh von Briel und Alice von Villehardouin, einer Tochter des Fürsten von Achaea, Gottfried I. von Villehardouin. Die Familie stammte aus Briel-sur-Barse in der fränkischen Provinz Champagne, welches in den Quellen unterschiedlich bezeichnet wird: „Brieres“, „Prieres“ (griechisch Μπριέρες, Πριέρης), „Bruières“, „Briers“, „Briel“ oder „Brielle“. Godefroys Vater erbte die Baronie von Karytaina um 1222 von seinem Bruder, Renaud von Briel. Die Baronie war die drittgrößte (nach den Baronien Akova und Patras) im Fürstentum Achaia, mit 22 Ritterlehen und war verantwortlich für die Überwachung der rebellischen Einwohner von Skorta.

## Baron von Karytaina und Revolte gegen Wilhelm II. von Villehardouin

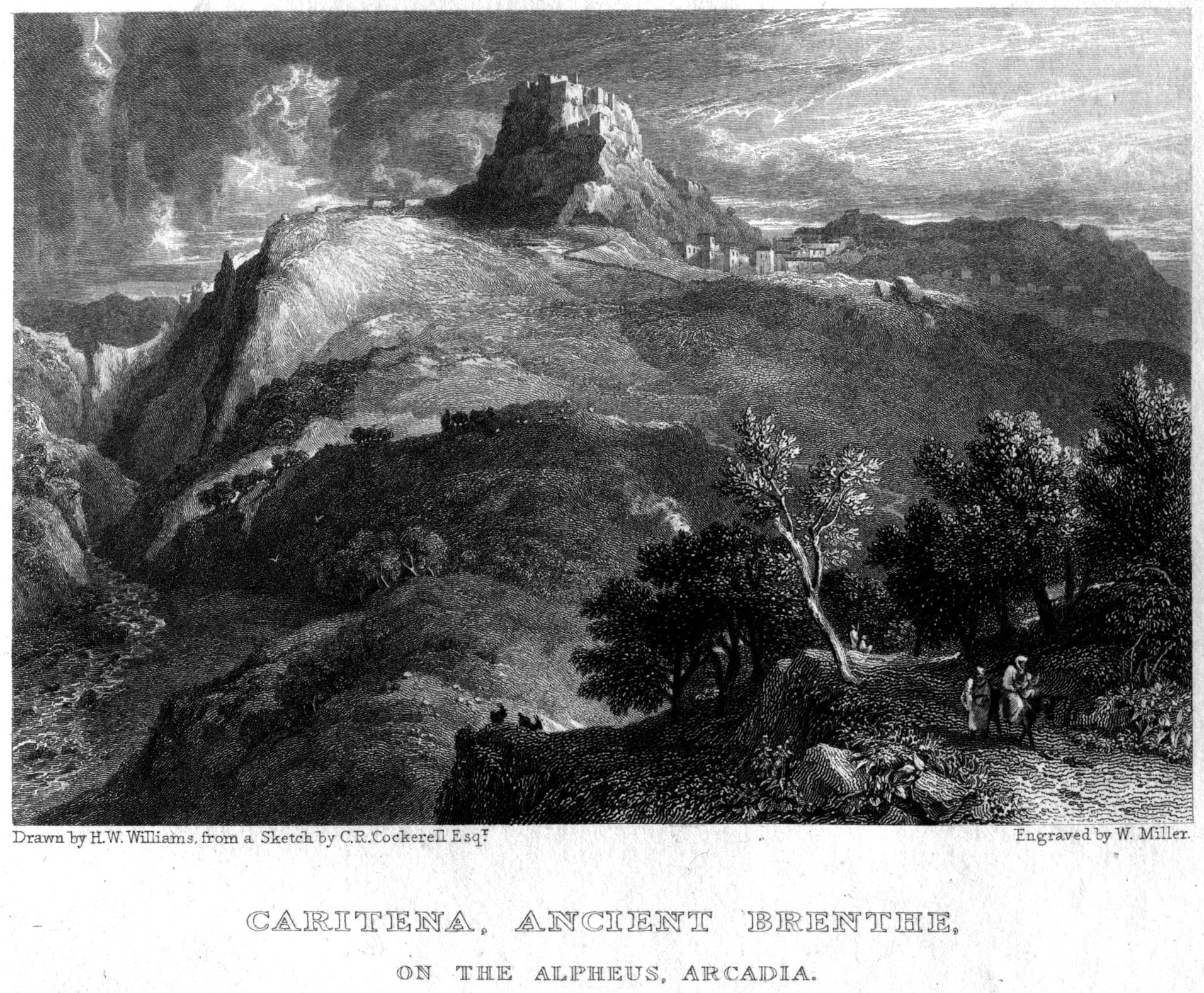
Kupferstich von Karytaina mit der Burg.

Godefroy wurde in Griechenland geboren, möglicherweise in „Karytaina“, bald nachdem sein Vater dort angekommen war (ca. 1222/3). Hugh von Briel starb im Frühjahr 1238, noch nicht einmal vierzigjährig, und wurde vom jungen Godefroy abgelöst. Die Hauptquelle über das Leben von Godefroy sind die unterschiedlichen Versionen der Chronik von Morea, die, in den Worten des Gelehrten A. Bon, „mit viel Detail und großem Genuss“ die „vielen schillernden Abenteuer“ einer „besonderen und charmanten Figur, die sehr repräsentativ für die Generation der Fränkischen Herren, die in Griechenland geboren worden waren, ist, erzählt“. Die Chronik schreibt Godefroy den Bau der Burg von Karytaina zu, des „Griechischen Toledo“, wie es der Historiker William Miller bezeichnet. Godefroy hatte einen glänzenden Ruf als Krieger und wurde als der „Beste Ritter in Morea“ bezeichnet. Nach der aragonesischen Version der Chronik unterhielt er eine Ritterschule in der Burg, wo die Söhne der griechischen Adligen als Ritter nach westlicher Art ausgebildet wurden.
Godefroy heiratete Isabella de la Roche, die Tochter des Großherren von Athen und Theben, Guido I. de la Roche. 1256 bis 1258 wurde er dadurch in die Nachfolgestreitigkeiten von Euböa verwickelt, in denen er zunächst als Leutnant seines Onkels, Fürst Wilhelm II. von Villehardouin, kämpfte. In dieser Funktion führte er eine Mannschaft an, die Euboea zerstörte und die Stadt Negroponte für den Fürsten zurückeroberte. Später wechselte er jedoch auf die Seite seines Schwiegervaters Guido de la Roche und der anderen fränkischen Herren, die sich gegen Wilhelms Hegemoniebestrebungen stellten. Wilhelm siegte jedoch in der Schlacht von Karydi 1258 und es wurde eine Versammlung in Nikli einberufen, in der über die besiegten Herren geurteilt wurde. Godefroy wurde begnadigt und sein konfisziertes Land zurückgegeben, allerdings nur noch als persönliche Gewährung, anstatt als Lehen.

## Pelagonia, byzantinische Gefangenschaft und Urlaub in Italien
1259 nahm Godefroy an einem Feldzug teil, an dem die Armee des Fürsten teilnahm, um die Allianz von Achaia–Epirus–Sizilien gegen das Kaiserreich Nikaia zu unterstützen. Die vereinten Armeen, die durch Misstrauen zwischen den Lateinern und den epirotischen Griechen geschwächt waren, erlitten eine vernichtende Niederlage in der Schlacht bei Pelagonia. Wilhelm und die meisten seiner Barone, inklusive Godefroy, wurden nach dem Ende der Schlacht gefangen.

Karte von Morea (Peloponnes) im späten Mittelalter.

Die fränkischen Herren blieben bis 1261 in Gefangenschaft, als Konstantinopel von den Nikäern wiedergewonnen wurde. Der Kaiser Michael VIII. Palaiologos bot ihnen die Freiheit im Gegenzug gegen einen Treueeid und die Überlassung einiger Festungen im südöstlichen Morea. Wilhelm stimmte zu und Godefroy wurde entlassen, um den Adligen des Fürstentums die Vorschläge des Kaisers zu überbringen. Erneut wurde in Nikli eine Versammlung gehalten, an der Godefroy, Guido de la Roche und der Kanzler Leonard of Veroli teilnahmen. Die gefangenen Herren wurden durch ihre Frauen vertreten. Daher wurde diese Versammlung später als „Parlament der Damen“ bezeichnet. Das Parlament stimmte den Bedingungen zu, woraufhin Godefroy die Festungen an die Griechen übergab und nach Konstantinopel zurückkehrte, zusammen mit einer Anzahl von Geiseln. Wilhelm und seine Barone wurden freigelassen.
Mit der Übergabe der Festungen begann ein lang andauernder Konflikt zwischen den Griechen des wiedererstarkten Byzantinischen Reiches und den Kräften des Fürstentums um die Kontrolle von Morea. Wilhelm wurde vom Papst von seinem Treueeid gegenüber den Palaiologen befreit und Kriegsvorbereitungen begannen beinahe unmittelbar nach seiner Rückkehr in sein Fürstentum. Trotz dieser gefährlichen Situation entfernte sich Godefroy aus seinem Lehen, ohne die Erlaubnis von Wilhelm einzuholen. Er verbrachte die Jahre 1263–1265 in Italien, vorgeblich auf einer Pilgerreise, aber in Wirklichkeit im Liebesurlaub mit der Frau seines Vasallen Ioannis Katavas (griechisch Ιωάννης Καταβάς). Seine Abwesenheit gab den Bewohnern von Skorta Zeit, einen Aufstand zu organisieren und die byzantinischen Truppen in deren Offensive zu unterstützen, was erst durch denselben Vasallen Ioannis Katavas in der Schlacht bei Prinitsa aufgehalten wurde. Godefroy wurde erneut seines Titels enthoben, und erneut begnadigt und wieder eingesetzt, als er zurückkehrte.

## Letzte Jahre und Tod
Godefroy wird nochmals in den Feldzügen der beginnenden 1270er erwähnt, als Palaiologos einen neuen Kommandant nach Morea entstand: Alexios Doukas Philanthropenos. 1270 traten Godefroy und sein Nachbar, der Baron von Akova, in die Armee des Fürsten ein mit 150 Reitern und 200 Infanteristen. Die Lateiner eroberten die byzantinischen Besitzungen in Lakonien, aber Philanthropenos vermied ein offenes Gefecht. Während des Zweiten Konzils von Lyon und danach herrschte zunächst Frieden, aber 1275 wurde die Waffenruhe von den Griechen gebrochen. Wilhelm übergab Godefroy eine Streitmacht mit 50 Reitern und 200 Bogenschützen, der sie stationierte und zur Überwachung der Schluchten von Skorta einsetzte. Aber Godefroy starb Ende des Jahres 1275 an Dysenterie. Nach seinem Tod wurde Karytaina immer häufiger von den Byzantinern attackiert und fiel ihnen 1320 letztendlich wieder in die Hände.
Godefroy starb kinderlos; für die Baronie, die ihm gewährt worden war, waren nur direkte Nachkommen erbberechtigt und dementsprechend wurde sie nach seinem Tod aufgeteilt: eine Hälfte fiel an seine Wittwe, Isabella de la Roche, die vor ihrem Tod 1279 noch Hugo von Brienne heiratete, und die andere Hälfte ging zurück in die Herrschaft des Fürsten. Zwei Pretendenten tauchten in den nächsten Jahren auf: ein Johann Pestel und Godefroys Neffe, Godefroy der Jüngere, der nach großem Widerstand tatsächlich auch das Lehen Moraina erhielt.

## In der Literatur
„Geoffrey“ ist der namengebende Held in Alfred Duggans 1962 veröffentlichtem Roman Lord Geoffrey's Fancy. Als sympathischer, aber schmutziger Held, der von seinem entfernten Cousin, einem bewundernden aber zunehmend desillusionierten Erzähler, beschrieben wird, ist der Baron von Karytaina das Paradebeispiel sowohl der Qualitäten als auch der Fehler der fränkischen Ritter.